# Джордж Ейсер
Джордж Луїс Ейсер (англ. George Louis Eyser, при народженні Георг Людвіг Фрідріх Юліус Айзер (нім. Georg Ludwig Friedrich Julius Eÿser); нар. 30 серпня 1871, Деніш-Нінгоф, Шведенек, Шлезвіг-Гольштейн, Королівство Пруссія — пом. 6 березня 1919, Денвер, Колорадо) — американський гімнаст німецького походження, триразовий олімпійський чемпіон, дворазовий срібний та бронзовий призер Олімпійських ігор. Єдиний в історії спортсмен, що став олімпійським чемпіоном, не маючи однієї ноги.

## Життєпис

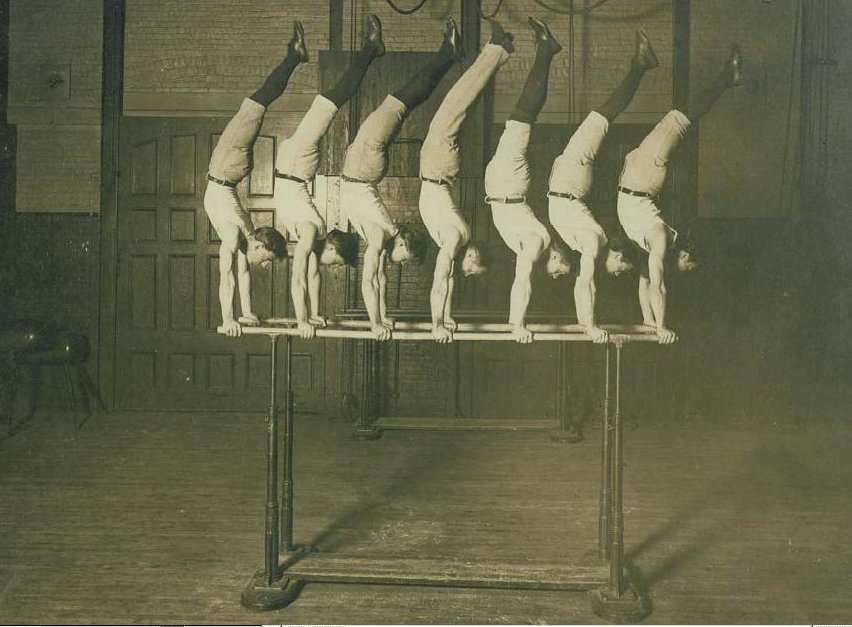
Команда гімнастів «Конкордія» (Джордж Ейсер в центрі)

Георг Людвіг Фрідріх Юліус Айзер народився поблизу міста Кіль. Він був єдиною дитиною в родині Георга і Августи Ейсер. У юності Георг потрапив під поїзд, внаслідок чого втратив ліву ногу. Незважаючи на це, молодий хлопець з дерев'яним протезом вів активний спосіб життя, захоплювався різними видами спорту.
Коли Георгу було чотирнадцять років, родина емігрувала до США. Спочатку Ейсери мешкали в Денвері (штат Колорадо), пізніше переїхали в Сент-Луїс (штат Міссурі). В 1894 році Джордж Ейсер став американським громадянином. В Сент-Луїсі Ейсер працював бухгалтером будівельної компанії, тут же почав захоплюватися спортивною гімнастикою. У другій половині 19-го століття гімнастика була популярна в США (у 1890 році в країні було понад 300 гімнастичних залів). Він був членом гімнастичної команди «Конкордія». Окрім гімнастики, Джордж, використовуючи протез, займався бігом і стрибками. Але спортсмену без ноги було недостатньо просто займатися в гімнастичному клубі, він хотів виступати на змаганнях. Тому, коли Ейсер дізнався, що ІІІ Олімпійські ігри 1904 року пройдуть у його рідному Сент-Луїсі, він дуже зрадів.

### Літні Олімпійські ігри 1904
На Іграх у Сент-Луїсі Джордж Ейсер взяв участь у восьми гімнастичних видах та легкоатлетичному триборстві, що тоді відносилося до гімнастики. У цьому виді спортсмени змагалися у штовханні ядра, стрибали в довжину і бігали на 100 метрів. У цих змаганнях Джордж посів останнє 118 місце.
Хоча в гімнастичному турнірі цієї Олімпіади брали участь переважно американські спортсмени (через далекі відстані та труднощі потрапити до Сент-Луїса низка європейських та азійських делегацій не змогли взяти участь у змаганнях, іноземні гімнасти були представлені лише декількома спортсменами з Німеччини, Австрії і Швейцарії), він виявився одним з наймасовіших на Олімпіаді, в ньому взяли участь понад 120 учасників. Змагання з гімнастики проводилися в два етапи. 1—2 липня відбулися змагання з різних багатоборств, де Ейсер, через свої обмежені фізичні можливості не зміг претендувати на високі місця. У гімнастичному 12-борстві він посів 71 місце, а у 9-борстві — 10-те. Але 29 жовтня (Олімпійські ігри тривали з 1 липня до 23 листопада), коли відбувся 2-й етап змагань в окремих видах гімнастики, Джордж Ейсер впродовж одного дня виграв 6 олімпійських медалей, три з яких були золотими.
Він виграв змагання на паралельних брусах, у лазінні по канату (25 футів (7,62 м) — 7 секунд). В опорному стрибку Джордж Ейсер і Антон Хейда набрали однакову кількість балів — 36 і поділили перше місце. Срібні нагороди були здобуті в гімнастичному чотириборстві та у вправах на коні.
У змаганнях на перекладині Ейсер набрав 39 очок, поступившись 1 балом Антону Хейді та Едварду Хеннігу, і завоював бронзову медаль. Крім того, «Конкордія» з Ейсером посіла четверте місце серед команд.

### Життя після Олімпіади
Після сент-луїської Олімпіади Джордж Ейсер продовжував займатися гімнастикою. Команда «Конкордія», за яку він виступав, 1908 року виграла міжнародну зустріч у Франкфурті, Німеччина, а також виграла національні змагання в Цинциннаті в 1909 році. Після 1910 року інформація про життя Джорджа Ейсера практично відсутня.
У 2008 році британська газета «Таймс» внесла досягнення Джорджа Ейсера в TOP-50 подій Олімпійських ігор.